# Dobrinj
Dobrinj est un village et une municipalité située sur l'île de Krk, dans le comitat de Primorje-Gorski Kotar, en Croatie. Au recensement de 2001, la municipalité comptait 1 970 habitants, dont 91,32 % de Croates et le village seul comptait 122 habitants.

## Localités
En 2001, la municipalité de Dobrinj compte 20 localités :
| - Čižići - Dobrinj - Dolovo - Gabonjin - Gostinjac - Hlapa - Klanice - Klimno - Kras - Polje | - Rasopasno - Rudine - Soline - Sužan - Sveti Ivan Dobrinjski - Sveti Vid Dobrinjski - Šilo - Tribulje - Žestilac - Županje |